# Isótopo trazador

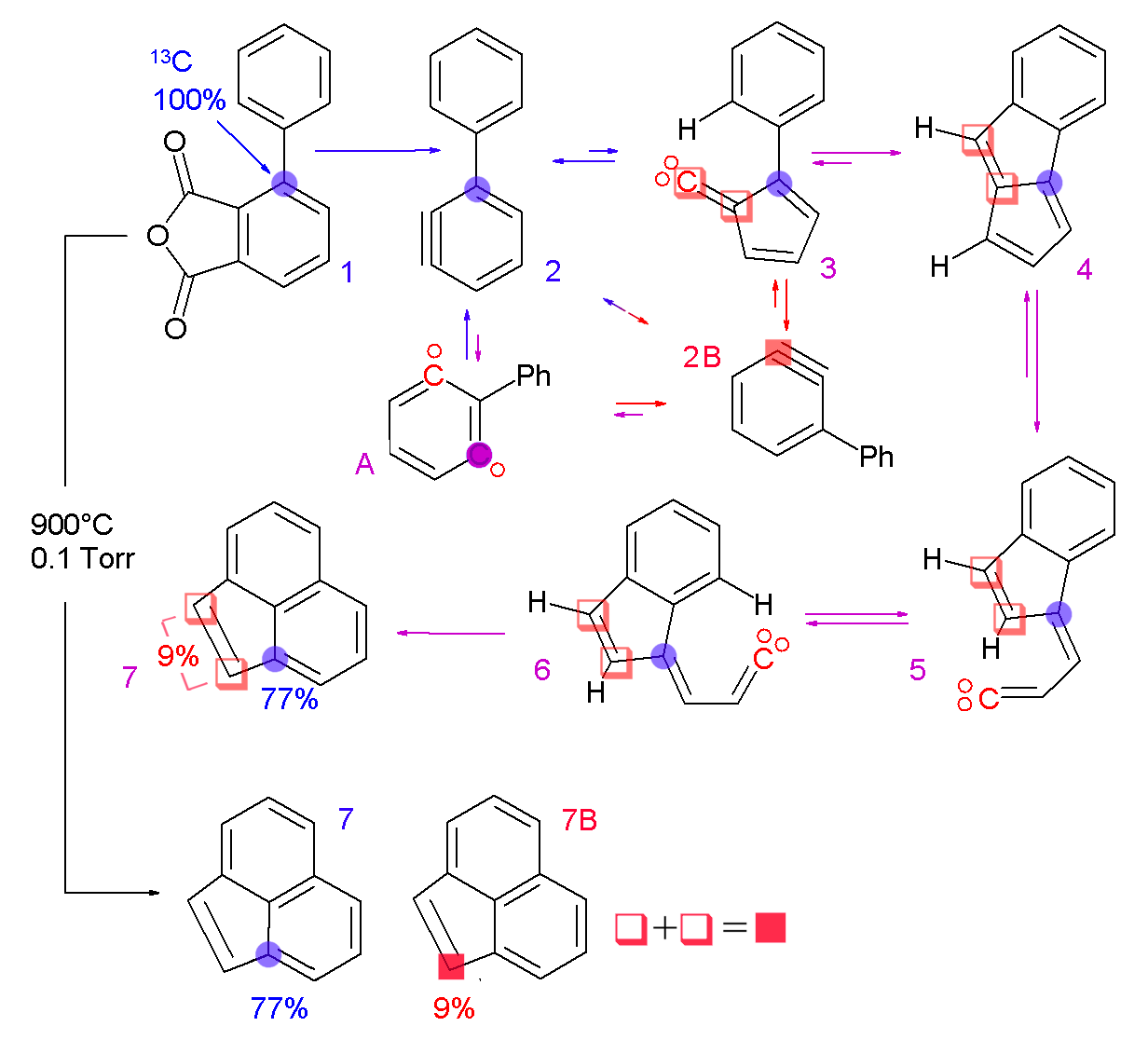
Ejemplo de uso de isótopo trazador. El uso de átomos de carbono-13 permite determinar el mecanismo en la reacción de conversión 1,2- a 1,3-didehidrobenceno del fenilo substituted aryne precursor 1 a acenaphthyleno. Referencia: A m-Benzyne to o-Benzyne Conversion Through a 1,2-Shift of a Phenyl Group. Blake, M. E.; Bartlett, K. L.; Jones, M. Jr. J. Am. Chem. Soc. 2003, 125, 6485.

Un isótopo trazador —también denominado "marcador isotópico"— se utiliza en el ámbito de la química y de la bioquímica para ayudar a comprender las reacciones e interacciones químicas. En esta técnica, uno o más  átomos de la molécula de interés se sustituyen por un átomo del mismo elemento químico, pero de un isótopo diferente (como por ejemplo un isótopo radiactivo utilizado en el marcado radiactivo). Dado que el átomo "marcado" posee el mismo número de protones, se comportará casi de la misma manera que el átomo no marcado y, con escasas excepciones, no interferirá con la reacción que se desea investigar. Sin embargo, la diferencia en el número de neutrones implica que será posible detectarlo en forma distinta que los otros átomos del mismo elemento.
Las técnicas de Resonancia Magnética Nuclear (NMR) y Espectrometría de Masa (MS) se utilizan para investigar los mecanismos de las reacciones químicas. Tanto la NMR como la MS detectan diferencias isotópicas, que proveen información sobre la posición de los átomos "marcados" en la estructura de los productos que se desea determinar. Con la información disponible sobre la ubicación de los átomos isotópicos en los productos, es posible determinar la ruta que utilizan los metabolitos iniciales para convertirse en los productos. Los isótopos radiactivos pueden ser ensayados utilizando la autorradiografia de gel en una electroforesis de gel. La radiación emitida por los compuestos que contienen los isótopos radiactivos oscurece una película fotográfica, dejando un registro de la posición relativa de los compuestos marcados en el gel.
Los isótopos trazadores se emplean en forma frecuente considerando las proporciones de isótopos. Al estudiar la proporción entre dos isótopos del mismo elemento se evitan los efectos relacionados con la abundancia total del elemento, que por lo general ocultan las variaciones mucho más reducidas de las abundancias isotópicas. Los isótopos trazadores son una herramienta muy importante de la geología, ya que se los puede utilizar para comprender complejos procesos de mezclado en los sistemas del suelo.  
Los isótopos trazadores por lo general se dividen en dos categorías: los trazadores que son isótopos estables y los que son isótopos inestables. Los isótopos trazadores estables solo comprenden isótopos que no emiten radiación, y por lo general son dependientes de la masa. En teoría, cualquier elemento con dos isótopos estables puede utilizarse como trazador isotópico. Sin embargo, los isótopos trazadores utilizados con mayor frecuencia corresponden a isótopos relativamente livianos, los cuales pueden quedar fraccionados en forma más simple en los sistemas naturales. Un isótopo trazador radiactivo comprende un isótopo producido por decaimiento radioactivo, el cual por lo general está en alguna proporción con un isótopo estable (cuya abundancia en la Tierra no varía por decaimiento radioactivo).